# Terenura sharpei
Terenura sharpei là một loài chim trong họ Thamnophilidae.